# Marie-Laurent Cordier
Marie-Laurent François-Xavier Cordier, né le 1er mai 1821 à Villar-Saint-Pancrace (Hautes-Alpes) et mort le 14 août 1895 à Phnom-Penh (Cambodge), est un missionnaire catholique français, membre des Missions Étrangères de Paris.